# Anopsicus hanakash
Anopsicus hanakash är en spindelart som först beskrevs av Brignoli 1974.  Anopsicus hanakash ingår i släktet Anopsicus och familjen dallerspindlar.
Artens utbredningsområde är Guatemala. Inga underarter finns listade i Catalogue of Life.